# Yauad Garib

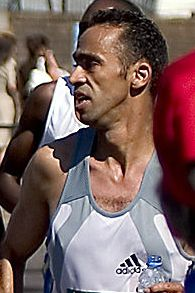
Yaud Gharib, 1994

Jaouad Gharib (en árabe: جواد غريب‎; Khenifra, 22 de mayo de 1972) es un atleta de maratón, originario de Marruecos, bicampeón mundial y medalla de plata en Pekín 2008.
Garib comenzó a correr apenas a los 22 años, en 1994, y, luego a los 30 años, empezó a mostrar resultados expresivos en la más larga prueba de atletismo.
Su primera conquista fue la medalla de oro en el Campeonato Mundial de Atletismo de 2003, disputado en París, ascendida de un bicampeonato en el Mundial de 2005, en Helsinki.Con una participación inexpresiva en Atenas 2004 en el medio deportivo. 
Siempre en las buenas colocaciones y buenos tiempos en las carreras más importantes y de alto nivel técnico del mundo a partir de allí, como Londres y Chicago, Gharib conquistó la medalla de plata en esta prueba de los Juegos Olímpicos de Pekín, en 2008, donde obtuvo su segundo mejor tiempo, 2h07m16s. 
Asimismo, con las victorias en las maratones anuales importantes, Garib continuó consiguiendo buenas colocaciones y tiempos rápidos en los últimos años, en Londres 2009 - donde hizo su mejor marca personal (2h05m27s) a los 36 años y en Nueva York, llegando a la tercera colocación.